# Colin McNab
Colin Anderson McNab (ur. 3 lutego 1961 w Dundee) – szkocki szachista, arcymistrz.

## Kariera szachowa
Od pierwszych lat 80. znajduje się w ścisłej czołówce szkockich szachistów. Czterokrotnie (1983, 1991, 1993, 1995) zdobył tytuł mistrza swojego kraju. W latach 1980–2010 piętnastokrotnie wziął udział w szachowych olimpiadach i pod tym względem jest rekordzistą wśród reprezentantów Szkocji. Poza tym trzykrotnie (1989, 1992, 2005) znalazł się w składzie narodowego zespołu na drużynowych mistrzostwach Europy, za każdym razem występując na I szachownicy. W 1992 r. został drugim Szkotem w historii (po Paulu Motwanim), któremu Międzynarodowa Federacja Szachowa przyznała tytuł arcymistrza. W 2003 r. podzielił II miejsce w kołowym turnieju w Klaksvik, natomiast na przełomie 2003 i 2004 r. odniósł duży sukces, dzieląc II miejsce (za Zacharem Jefimienko, wspólnie z Bartoszem Soćko i Bogdanem Laliciem) w otwartym turnieju w Hastings. W 2005 r. zajął III miejsce (za Jonathanem Levittem i Jonathanem Speelmanem) w memoriale Howarda Stauntona w Londynie oraz zwyciężył w Coulsdon. W 2006 r. w turnieju rozegranym w tym mieście podzielił I miejsce (wspólnie z m.in. Danielem Gormallym).
Najwyższy ranking w karierze osiągnął 1 stycznia 1998 r., z wynikiem 2500 punktów zajmował wówczas 1. miejsce wśród szkockich szachistów.
Na liście rankingowej w dniu 1 kwietnia 2014 r. dotyczącej rozgrywek w rozwiązywaniu zadań zajmował 49. miejsce na świecie z wynikiem 2405 punktów.
Jest stałym współpracownikiem magazynu "The Scottish Chess". Napisał kilka książek o tematyce szachowej, przede wszystkim poświęconych debiutom: The Fianchetto King's Indian, English with c5, Pirc without Classical, był również współautorem (obok Johna Nunna) książki poświęconej obronie Pirca, The Ultimate Pirc.